# كريستير فريدريكسن
كريستير فريدريكسن (بالنرويجية البوكمول: Christer Fredriksen)‏ هو عازف قيثارة جاز وملحن نرويجي، ولد في 15 أبريل 1972 في كريستيانساند في النرويج.

## وصلات خارجية
- كريستير فريدريكسن على موقع ميوزك برينز (الإنجليزية)
- كريستير فريدريكسن على موقع أول ميوزيك (الإنجليزية)
- كريستير فريدريكسن على موقع ديسكوغز (الإنجليزية)